# Österreichische Staatsdruckerei
La Österreichische Staatsdruckerei  è l'officina carte valori della repubblica austriaca.

## Storia
L'azienda è nata nel 1804 per iniziativa dell'imperatore Francesco I d'Austria con il nome di k. k. Hof- und Staatsdruckerei (k.k. significa kaiserliche und konigliche cioè imperialregio/a) acquisendo un nome come accademia di belle arti. Nel 1850 l'azienda inizia la produzione di francobolli con una produzione ad alti livelli qualitativi. Dopo la caduta dell'impero austro-ungarico nel 1918, il nome viene cambiato in quello attuale, che nel 2000 diventa OeSD GmbH, acquisendo quindi lo status di società per azioni. Nel 2004 la produzione viene spostata nella nuova sede di Tenschertstraße 7 a Vienna 23.

## Funzioni
L'Istituto si occupa delle emissioni filateliche dello Stato austriaco e di diversi altri stati europei ed extraeuropei, in 4 continenti, di patenti di guida, carte di identità, visti per l'area Schengen, passaporti e francobolli.